# Osterbrot

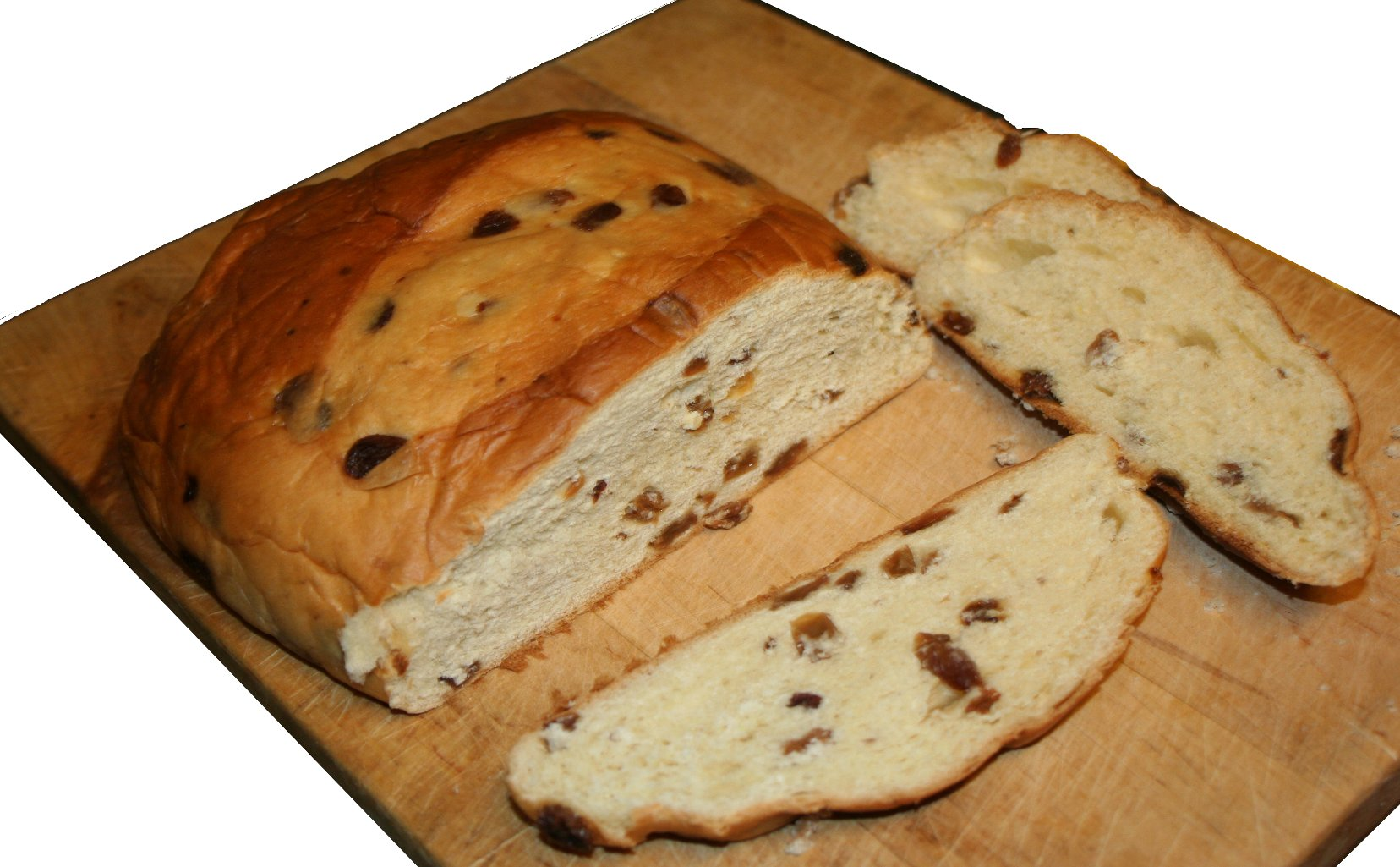
Ostdeutsches Osterbrot

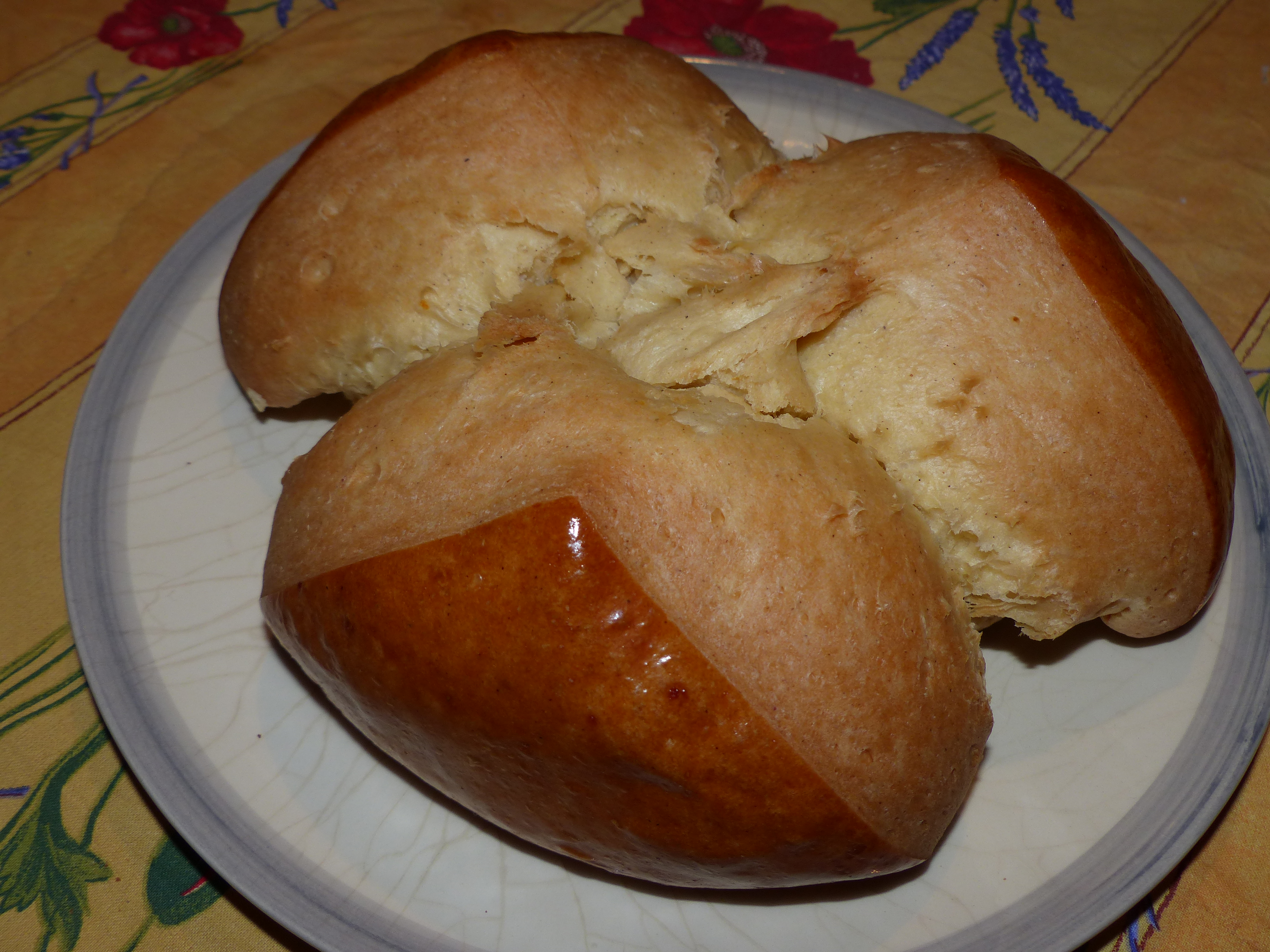
Österreichische Osterpinze

Osterbrot ist eine Bezeichnung, die für unterschiedliches traditionelles Ostergebäck verwendet wird.
Das Osterbrot gehört zum Brauch des Fastenbrechens.
Würzige Varianten:
- Attendorner Ostersemmel

Süße Varianten (zumeist ähnlich wie Früchte- und Stutenbrot):
- Osterfladen
- Aachener Poschweck
- Paska
- Osterpinze (Italien, Südösterreich, Slowenien) und Colomba pasquale (wörtlich „Ostertaube“)
- Osterzopf
- Kulitsch (russisches Osterbrot)

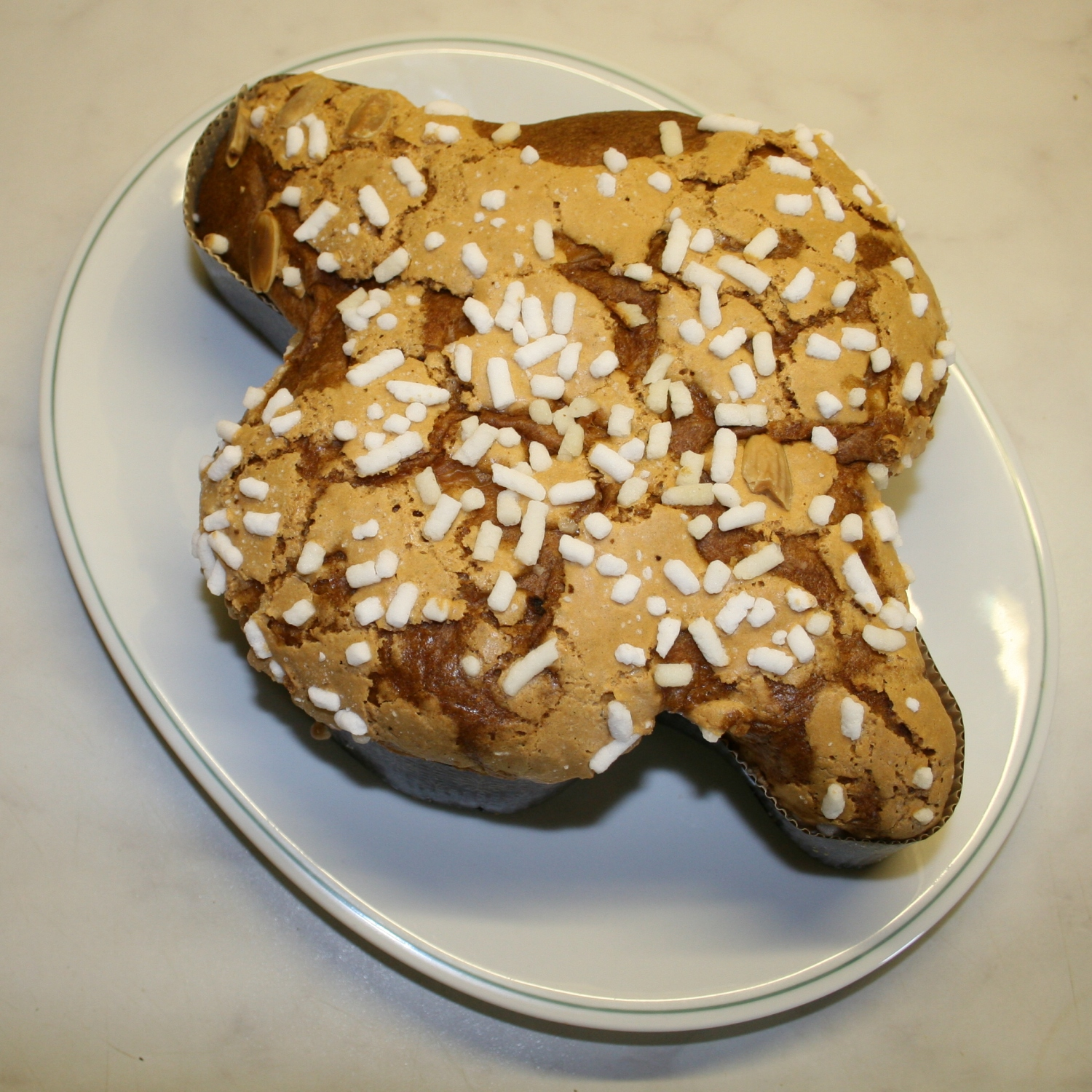
Colomba pasquale
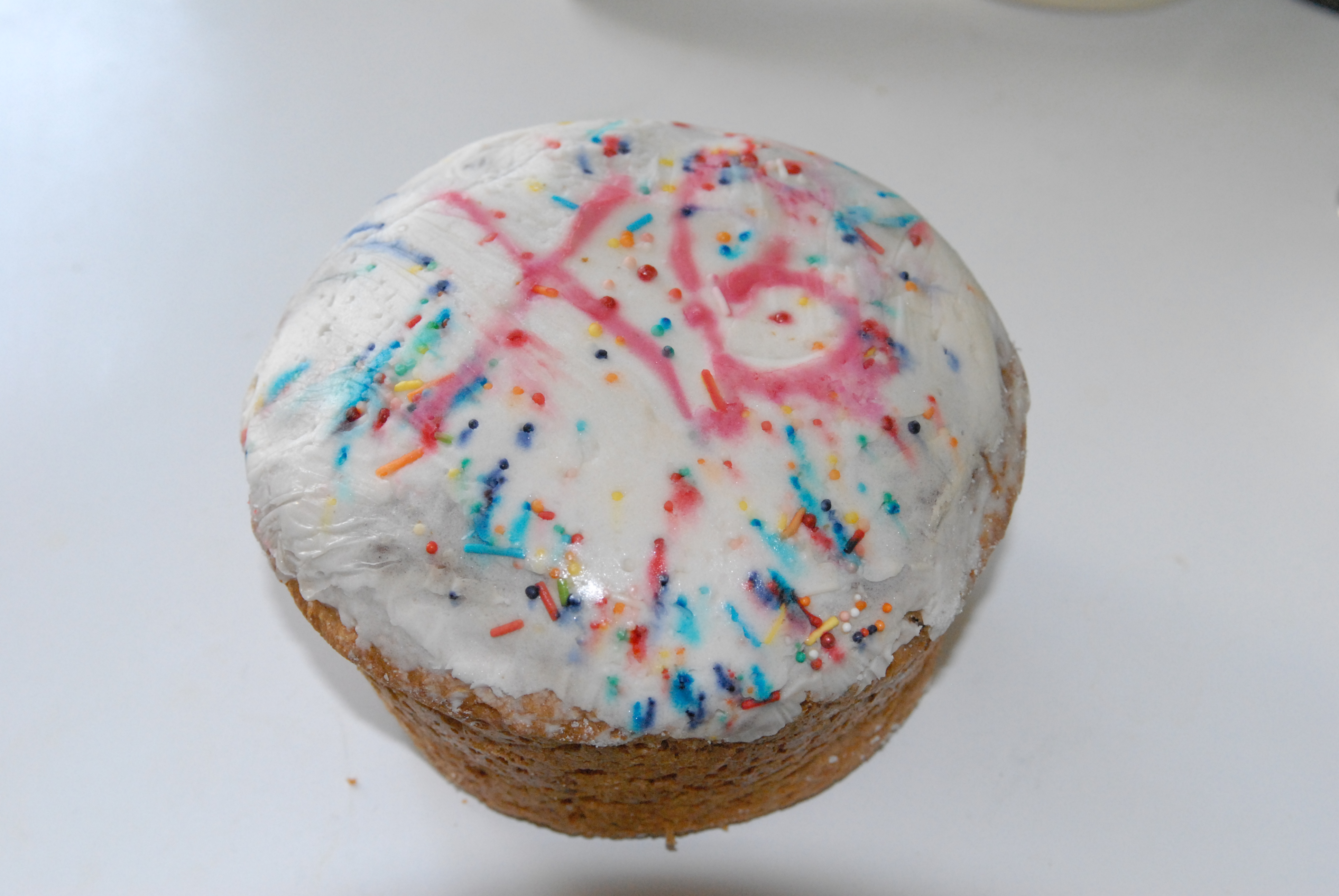
Kulitsch
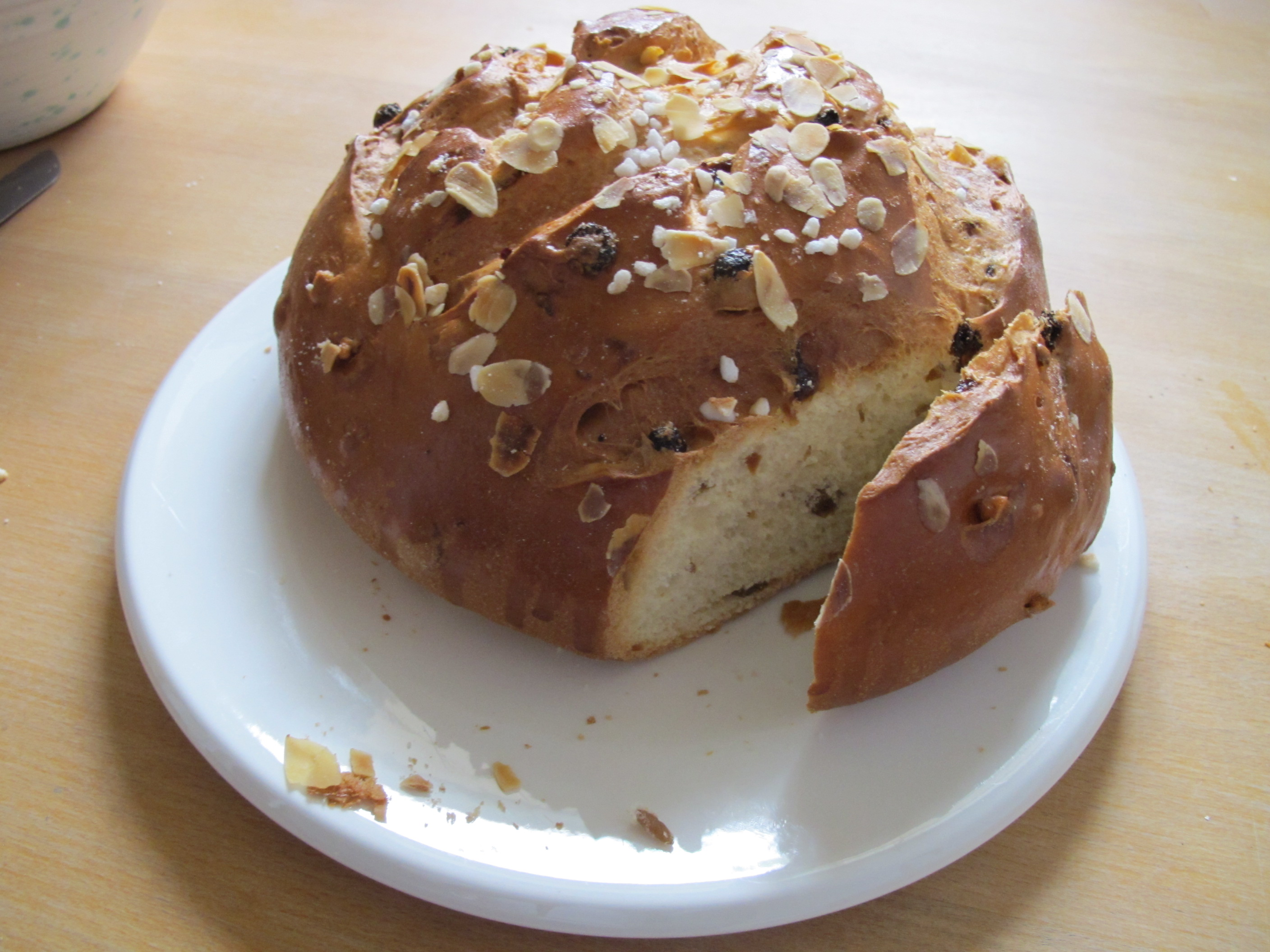
Osterfladen
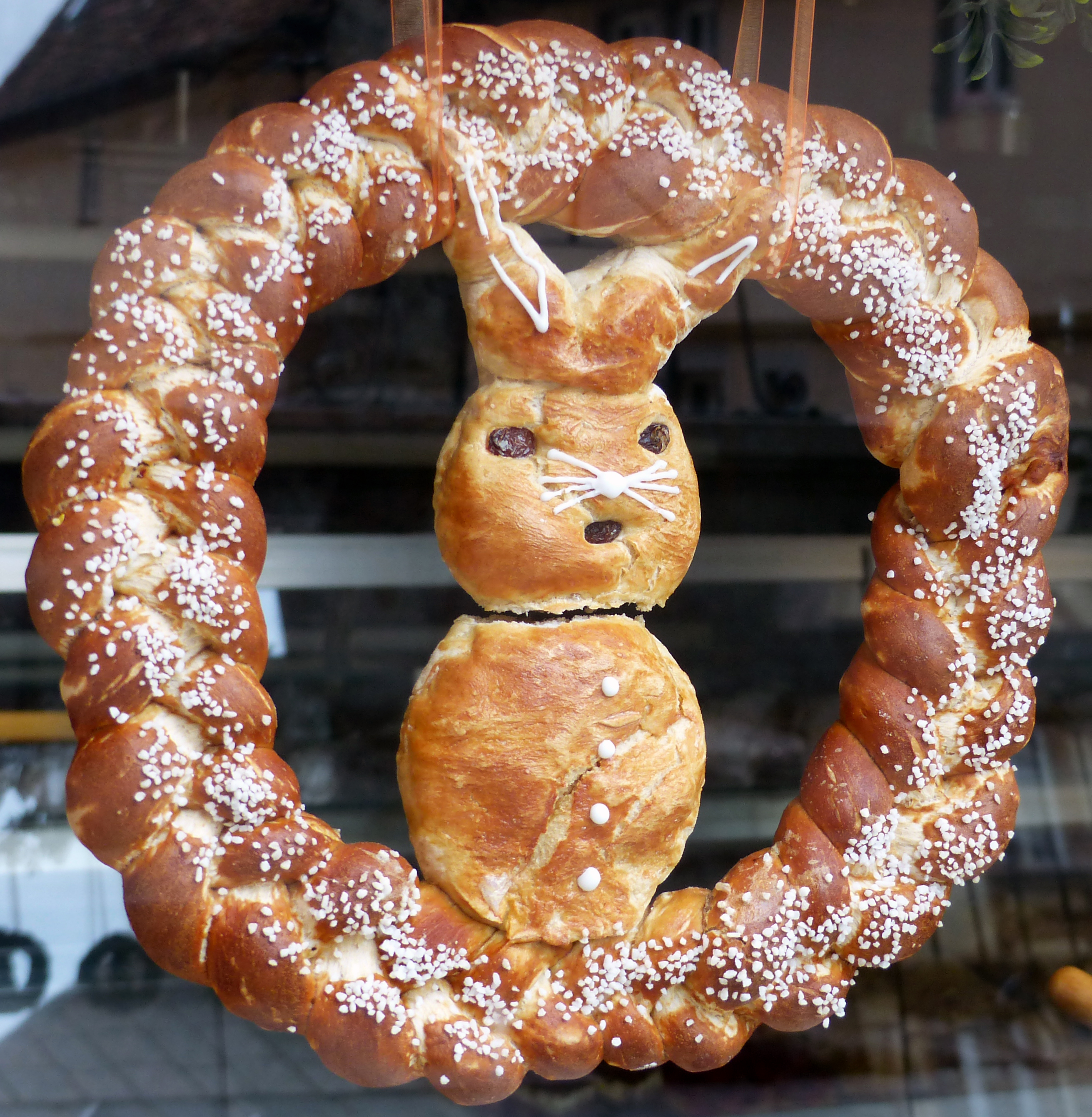
Osterbrot
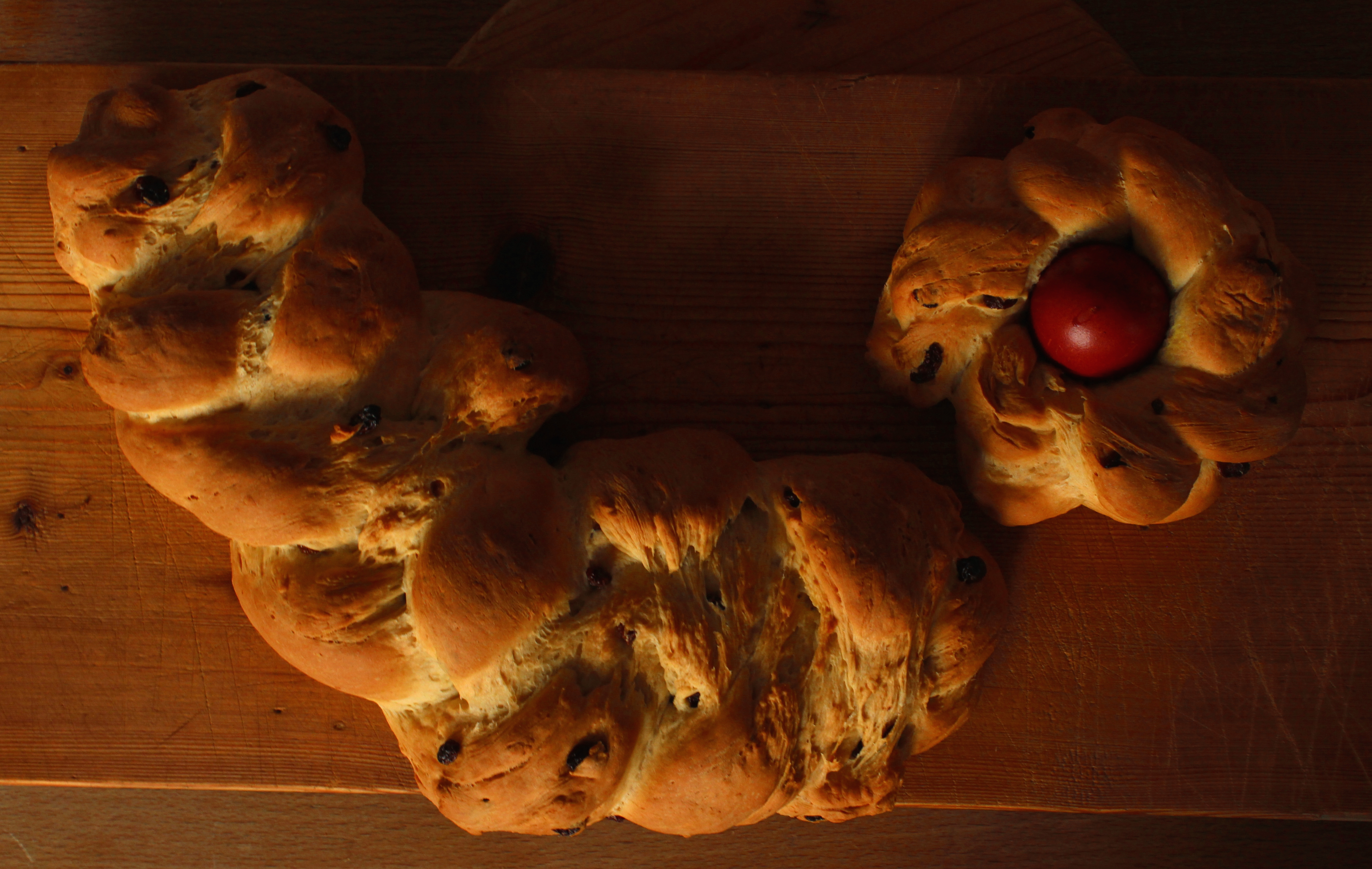
Osternest und Osterzopf
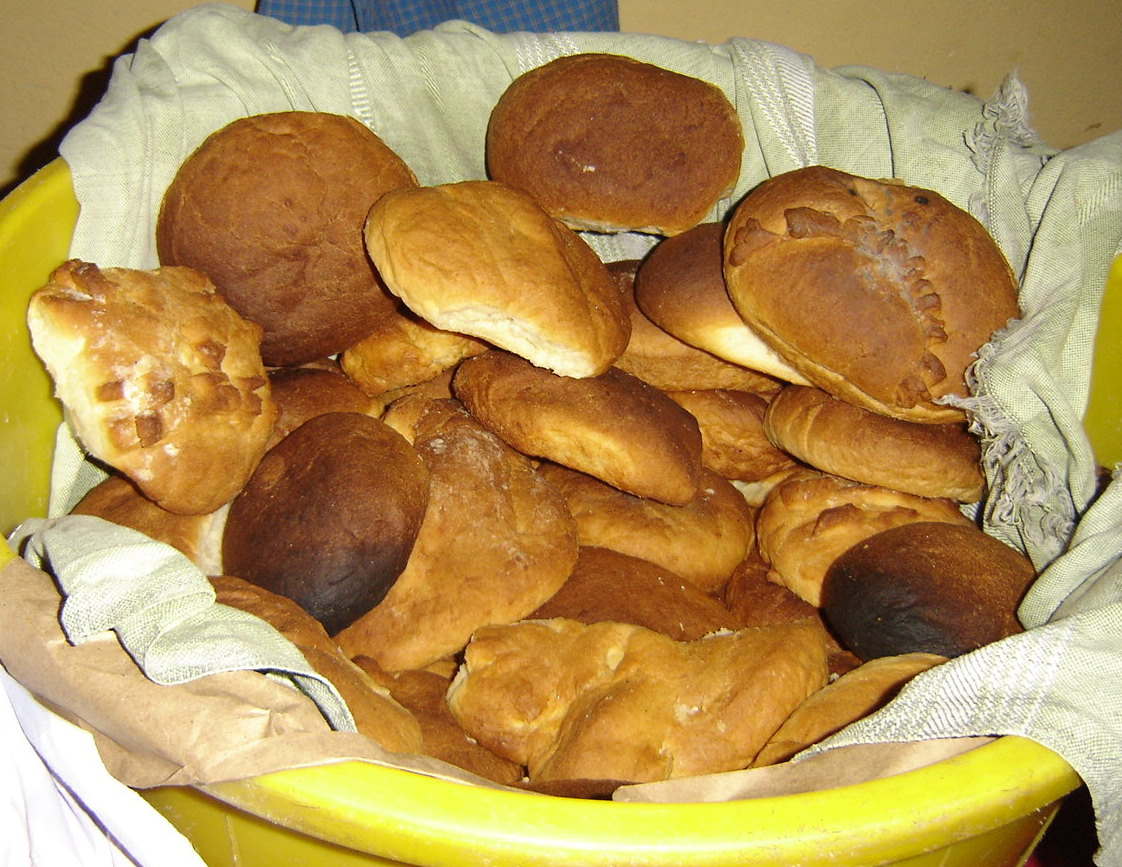
Osterbrot, Guatemala
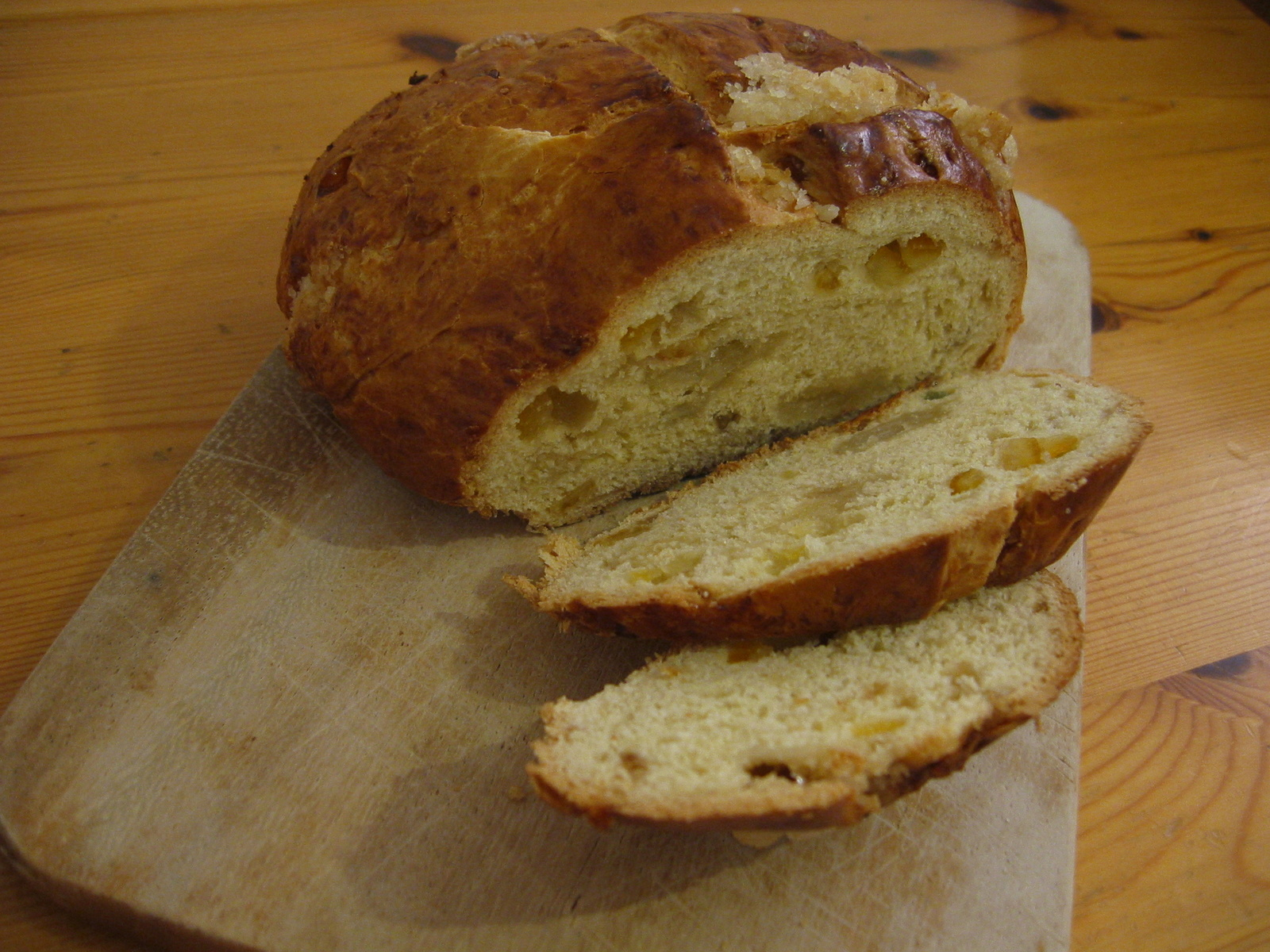
Poschweck
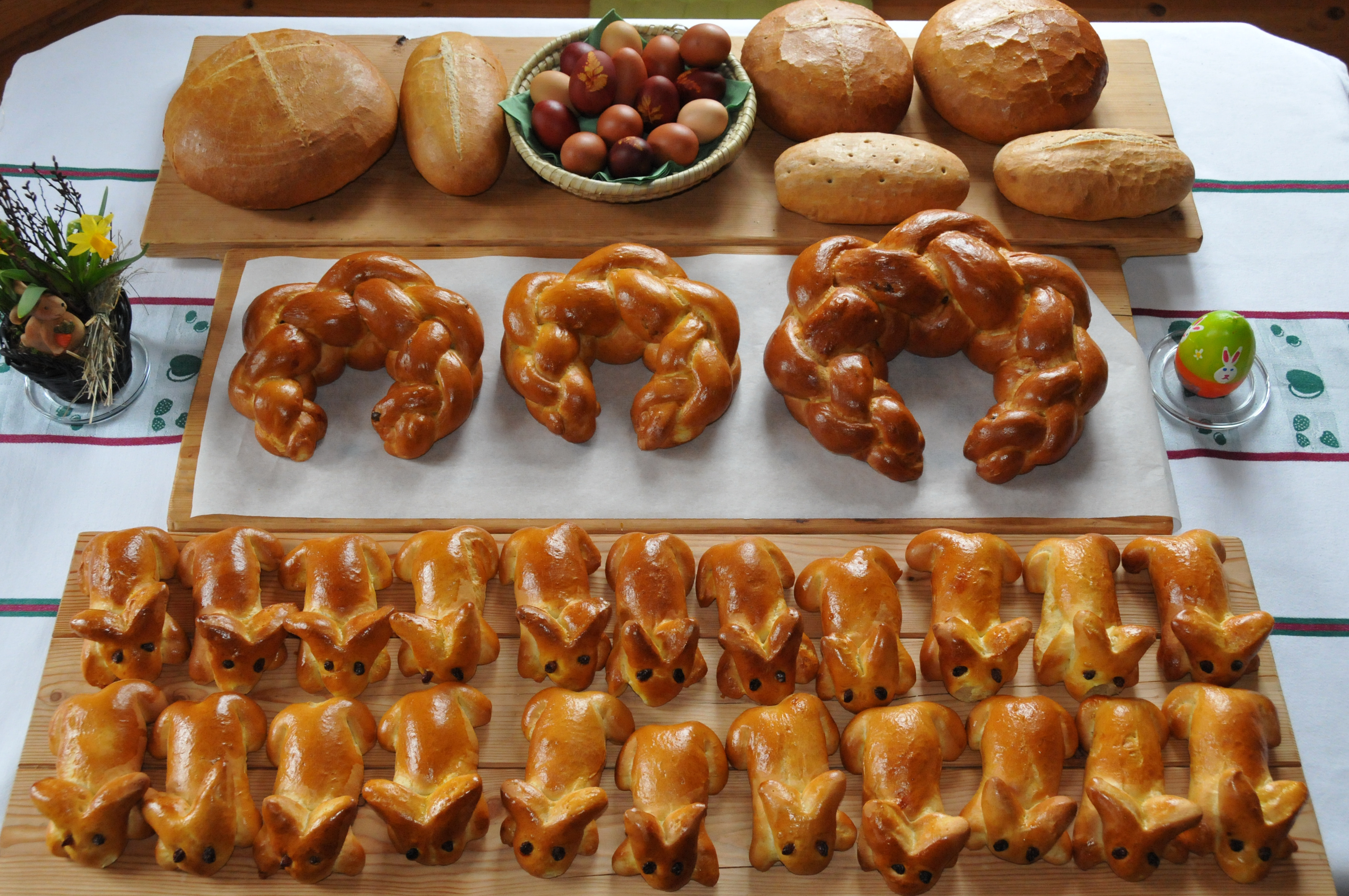
Osterhasen und Osterbrot